# Kåfjord (Finnmark)
Der Kåfjord ist ein Seitenarm des Altafjords in der Provinz Finnmark in Nordnorwegen. Er liegt am südwestlichen Ende des Altafjords und ist etwa 7 km lang und 1 km breit. Am Fjord befinden sich die Ortschaft Kåfjorden (Alta) und die historische Kirche von Kåfjord (Norwegisch: Kåfjord kirke).
Entlang der nördlichen Küstenlinie verläuft die Europastraße 6, deren Route um den Fjord seit 2013 durch eine neue Brücke mit anschließendem 1,1 km langen Tunnel nach Kvenvik verkürzt wird.

## Geschichte
Am Kåfjord wurde von 1826 bis 1909 Kupfererz abgebaut. Die Mine war die erste größere industrielle Unternehmung in Nordnorwegen. Heute sind von den einstigen Anlagen nur noch Ruinen vorhanden, die von einem 1,2 km langen Lehrpfad aus besichtigt werden können. Zur Zeit des Kupferabbaus siedelten sich circa 1.000 Personen am Ufer des Kåfjords in einem gleichnamigen Dorf an. Das Dorf wurde während des Zweiten Weltkriegs fast vollständig zerstört. Erhalten geblieben ist aber die 1837 im englischen Stil erbaute Dorfkirche. Heute ist das Dorf Kåfjord administrativ ein Teil der Stadt Alta, liegt aber circa 20 km westlich des eigentlichen Stadtgebiets. Das Dorf wird nur noch von einigen Dutzend Menschen bewohnt.
Von 1899 bis 1926 befand sich auf dem am Kåfjord gelegenen, 904 m hohen Berg Haldde das weltweit erste Observatorium zur Beobachtung des Polarlichts. Das in den Folgejahren weitgehend verfallene Observatorium ist heute teilweise renoviert. Es ist über einen 9 km langen Pfad vom Kåfjord aus zu erreichen und öffentlich zugänglich.
Während des Zweiten Weltkriegs diente der Kåfjord 1943 und 1944 zeitweise als Ankerplatz für das deutsche Schlachtschiff Tirpitz und der Fjord war daher wiederholt Schauplatz von Kämpfen zwischen britischen Flugzeugen und der deutschen Luftabwehr. 1944 fanden hier unter anderem die Operation Tungsten und die Operation Mascot statt, bei der britische Trägerflugzeuge die Tirpitz angriffen. Letztlich wurde das Schiff im November 1944 bei Tromsø durch britische Bomber zum Kentern gebracht. Heute befindet sich am Kåfjord das private betriebene Tirpitz-Museum, in dem Gegenstände aus dem Schiff ausgestellt sind.